# Liriomyza montana
Liriomyza montana este o specie de muște din genul Liriomyza, familia Agromyzidae, descrisă de Sehgal în anul 1968.
Este endemică în Alberta. Conform Catalogue of Life specia Liriomyza montana nu are subspecii cunoscute.